# Haushalt von Namibia
Der Haushalt der Republik Namibia ist der öffentliche Haushalt von Namibia. Der Haushaltsplan wird nach offener Aussprache sowohl von der Nationalversammlung als auch dem Nationalrat festgelegt. Das Haushaltsjahr beginnt am 1. April eines jeden Jahres.
Ein Nachtragshaushalt kann jederzeit von der Nationalversammlung zusammen mit dem Nationalrat bestimmt werden. 2016/17 wurde erstmals zum Halbjahr ein laufender Haushalt gekürzt.

## Jahresbudgets
- 2010/11: Der Haushalt wird im Allgemeinen von September bis März berechnet, geplant und genehmigt.[1] Für das Finanzjahr 2010/2011 war jedoch noch Anfang Juni 2010 eine anhaltende Diskussion in der Nationalversammlung anhängig, die am 16. Juni mit der Verabschiedung des Haushaltes endete.[2] Es wurde mit Einnahmen von N$ 22,5405422 Milliarden und einem Haushaltsdefizit von N$ 6,350966 Milliarden gerechnet.[3]
- 2011/12: Der erste Haushaltsentwurf für das Finanzjahr 2011/12 wurde am 9. März 2011 von Finanzministerin Saara Kuugongelwa-Amadhila vorgestellt.[4]
- 2012/13: Der Haushalt wurde am 29. Februar 2012 vorgestellt.[5] Das Motto des Finanzjahres lautet „Mit Weniger mehr machen“.[6] Die Ausgaben werden gegenüber dem vorherigen Finanzjahr gedrosselt, da dieses durch zahlreiche Sonderausgaben für das TIPEEEG-Programm die Staatsverschuldung ansteigen ließ. Es wird mit Gesamteinnahmen von 35,4 Milliarden Namibia-Dollar und Gesamtausgaben von 40,2 Milliarden Namibia-Dollar gerechnet. Das Haushaltsdefizit soll bei 4,4 % liegen.[7]
- 2013/14: Der Haushalt für das Finanzjahr 2013/14 beträgt 45,3 Milliarden Namibia-Dollar. Dies bedeutet einen Anstieg um 20,4 Prozent im Vergleich zum vorherigen Haushalt. 82 Prozent sind operative Ausgaben, während 18 Prozent für Investitionen genutzt werden. Zusätzlich zum Haushalt werden 2,3 Milliarden Namibia-Dollar für Zinszahlungen aufgebracht. Der Haushalt wurde am 26. Februar 2013 vorgestellt.[8] Das Motto des Finanzjahres lautet „Wirtschaftswachstum, Entwicklungsziele optimieren – Zusammen mehr erreichen mit weniger Aufwand“.[9]
- 2014/15: Der Haushalt für das Finanzjahr 2014/15 wurde am 19. Februar 2014 vorgestellt. Der Gesamthaushalt erhöht sich gegenüber dem Vorjahr um gut 25 Prozent.[10]
- 2015/16: Der Haushalt für das Finanzjahr 2015/16 wurde am 31. März 2015 vorgestellt. Die Gesamtausgaben und -einnahmen erhöhen sich, hingegen ist das Defizit auf etwa 5,7 Prozent rückläufig.[11]
- 2016/17: Der Haushalt 2016/17 wurde im Oktober 2016 gekürzt, nachdem die namibische Wirtschaft aufgrund von Weltmarkfaktoren und der anhaltenden Dürre in die Rezession gefallen war.
- 2017/18: Der Haushalt 2017/18 wurde am 8. März 2017 vorgestellt. Er soll die Konsolidierung der Staatsfinanzen fortführen. Das Haushaltsdefizit soll vier Prozent (gegenüber 6,4 Prozent 2016/17) vertragen und die Schuldenquote soll unverändert bei 42 Prozent liegen.[12]
- 2018/19: Der Haushalt 2018/19 wurde am 7. März 2018 vorgestellt. Er führt den Kondolidierungspfad fort. Die Gesamtausgaben sinken, die Investitionen steigen.[13]
- 2019/20: Der Haushalt 2019/20 wurde am 27. März 2019 vorgestellt. Er zielt auf eine weitere Konsolidierung der Staatsausgaben, bei einer Verringerung der Neuverschuldung und Stimulierung der Wirtschaft hinaus.[14]

## Budgets
Alle Angaben in Millionen Namibia-Dollar.
| Nummer | Ressort                                                            | 2010/11            | 2011/12              | 2012/13              | 2013/14              | 2014/15              | 2015/16              | 2016/17 (angepasst Oktober 2016)  | 2017/18 (angepasst Februar 2018)  | 2018/19              | 2022/23                      |
| ------ | ------------------------------------------------------------------ | ------------------ | -------------------- | -------------------- | -------------------- | -------------------- | -------------------- | --------------------------------- | --------------------------------- | -------------------- | ---------------------------- |
| 01     | Präsident                                                          | 360,398            | 288,313 ▲            | 379,759 ▲            | 410,073 ▲            | 614,966 ▲            | 715,068 ▲            | 679,100 ▼ (642,878)               | 604,584 ▼                         | 411,510 ▼            | 613,507                      |
| 02     | Premierminister                                                    | 164,590 (0,57 %)   | 267,782 ▲ (0,75 %)   | 251,658 ▼ (0,67 %)   | 356,933 ▲ (0,79 %)   | 639,436 ▲            | 616,675 ▲            | 485,800 ▼ (510,486)               | 521,167 ▲                         | 365,007 ▼            | 394,332                      |
| 03     | Nationalversammlung                                                | 117,536            | 127,008 ▲            | 115,332 ▼            | 122,820 ▲            | 177,126 ▲            | 209,501 ▲            | 227,600 ▲ (203,033)               | 134,824 ▼                         | 112,538 ▼            | 110,996                      |
| 04     | Auditor-General                                                    | 52,867             | 88,160 ▲             | 80,670 ▼             | 89,044 ▲             | 97,193 ▲             | 84,725 ▼             | 85,500 ▲ (74,924)                 | 112,683 ▲                         | 106,399 ▼            | 108,267                      |
| 05     | Innere Angelegenheiten                                             | 174,284            | 237,217 ▲            | 254,315 ▲            | 417,973 ▲            | 543,333 ▲            | 518,858 ▼            | 497,200 ▼ (470,196)               | 619,926 ▲                         | 609,359 ▼            | 5,838,680 (inkl. Sicherheit) |
| 06     | Namibische Polizei                                                 | 1890,448           | 2069,555 ▲           | 2362,218 ▲           | 3227,432 ▲           | 4288,095 ▲           | 4772,679 ▲           | 5134,600 ▲ (4992,867)             | 5021,327 ▲                        | 5171,800 ▲           | siehe Innere Angelegenheiten |
| 07     | Äußeres                                                            | 505,480            | 545,645 ▲            | 542,853 ▼            | 693,085 ▲            | 900,783 ▲            | 936,159 ▲            | 900,900 ▼ (867,744)               | 802,702 ▼                         | 884,175 ▲            | 849,062                      |
| 08     | Verteidigung                                                       | 3014,774           | 3126,363 ▲           | 3414,538 ▲           | 3963,760 ▲           | 6606,077 ▲           | 7229,351 ▲           | 6600,500 ▼ (5946,745)             | 5683,569 ▼                        | 5959,615 ▲           | 5847,695                     |
| 09     | Finanzen                                                           | 3967,295           | 3656,065 ▼           | 3294,888 ▼           | 3261,261 ▼           | 3466,228 ▲           | 3891,261 ▲           | 3290,900 ▼ (3078,127)             | 4104,680 ▲                        | 4045,554 ▼           | 5208,275                     |
| 10     | Höhere Bildung und Grundbildung & Kultur                           | 06476,391          | 08304,547 ▲          | 09415,973 ▲          | 10.747,560 ▲         | 13.068,166 ▲         | 15.353,968 ▲         | 16.204,800 ▲ (15.821,161)         | 15.042,174 ▼                      | 16.715,923 ▲         | 17.400,085                   |
| 11     | Nationalrat                                                        | 51,01              | 51,285 ▲             | 61,635 ▲             | 74,997 ▲             | 103,496 ▲            | 146,272 ▲            | 146,500 ▲ (112,144)               | 115,177 ▼                         | 100,381 ▼            | 91,933                       |
| 12     | Gleichberechtigung und Kinderwohlfahrt                             | 521,695            | 550,013 ▲            | 567,989 ▲            | 513,317 ▼            | 721,101 ▲            | 821,270 ▲            | 858,100 ▲ (982,070)               | 1297,444 ▲                        | 1212,373 ▼           | 5508,460 (inkl. Soziales)    |
| 13     | Gesundheit und Soziale Dienste                                     | 2593,039           | 3332,615 ▲           | 3975,968 ▲           | 5245,498 ▲           | 6066,803 ▲           | 6489,082 ▲           | 7231,000 ▲ (6955,536)             | 6514,579 ▼                        | 6537,102 ▲           | 8350,333                     |
| 14     | Arbeit                                                             | 1140,182           | 1196,371 ▲           | 1328,864 ▲           | 1549,304 ▲           | 1811,729 ▲           | 351,264 ▼            | 207,500 ▼ (168,397)               | 143,877 ▼                         | 194,763 ▲            |                              |
| 15     | Bergbau und Energie                                                | 117,161            | 216,999 ▲            | 194,398 ▼            | 284,862 ▲            | 869,453 ▲            | 295,172 ▼            | 246,600 ▼ (177,685)               | 207,925 ▲                         | 264,321 ▲            | 194,126                      |
| 16     | Justiz                                                             | 326,735            | 389,871 ▲            | 444,336 ▲            | 546,271 ▲            | 730,930 ▲            | 736,631 ▲            | 293,600 ▼ (279,147)               | 423,429 ▲                         | 304,829 ▼            | 446,353                      |
| 17     | Regionale und Lokale Verwaltung, Wohnbau und Ländliche Entwicklung | 958,693            | 1445,764 ▲           | 1374,575 ▼           | 1973,850 ▲           | 2648,988 ▲           | 3121,810 ▲           | 2808,900 ▼ (2621,620)             | 1952,362 ▼                        | 2151,702 ▲           | 1331,773                     |
| 18     | Umwelt und Tourismus                                               | 347,927            | 791,561 ▲            | 572,450 ▼            | 656,802 ▲            | 725,368 ▲            | 642,521 ▼            | 582,000 ▼ (487,106)               | 447,364 ▼                         | 402,064 ▼            | 478,952                      |
| 19     | Handel und Industrie                                               | 490,689            | 558,052 ▲            | 727,860 ▲            | 749,437 ▲            | 1000,518 ▲           | 990,070 ▼            | 840,700 ▼ (531,314)               | 635,219 ▲                         | 347,778 ▼            | 232,102                      |
| 20     | Landwirtschaft, Wasser und Forstwirtschaft                         | 1518,737           | 2268,638 ▲           | 2034,233 ▼           | 2359,499 ▲           | 2618,452 ▲           | 2415,159 ▼           | 2301,500 ▼ (2524,509)             | 2186,404 ▼                        | 2137,075 ▼           | 1250,768                     |
| 21     | Sicherheit/Gefängnisse und Justizvollzug                           | 419,526            | 424,973 ▲            | 447,369 ▲            | 586,647 ▲            | 800,962 ▲            | 850,559 ▲            | 278,500 ▼                         | 398,968 ▲                         | 366,348 ▼            | siehe Innere Angelegenh.     |
| 22     | Fischerei und Meeresressourcen                                     | 322,180            | 238,885 ▼            | 257,463 ▲            | 282,722 ▲            | 368,748 ▲            | 352,803 ▼            | 295,000 ▼ (265,540)               | 296,612 ▲                         | 258,606 ▼            | 175,547                      |
| 23     | Öffentliche Arbeit                                                 | 462,877            | 535,098 ▲            | 589,887 ▲            | 596,083 ▲            | 675,361 ▲            | 726,668 ▲            | 667,400 ▼ (628,851)               | 477,076 ▼                         | 662,237 ▲            | 535,716                      |
| 24     | Verkehr                                                            | 1262,377           | 2448,170 ▲           | 2494,681 ▲           | 3645,814 ▲           | 4055,755 ▲           | 4468,823 ▲           | 4155,600 ▼ (3466,461)             | 3723,994 ▲                        | 3474,598 ▼           | 2587,113                     |
| 25     | Ländereien und Umsiedlung                                          | 190,196            | 221,764 ▲            | 271,528 ▲            | 299,698 ▲            | 590,026 ▲            | 1077,933 ▲           | 613,000 ▼ (474,761)               | 453,424 ▼                         | 476,186 ▲            | siehe Landwirtschaft         |
| 26     | Nationale Planungskommission                                       | 134,012            | 276,667 ▲            | 160,322 ▼            | 166,147 ▲            | 233,749 ▲            | 247,959 ▲            | 215,900 ▼ (199,068)               | 176,984 ▼                         | 160,995 ▼            | 182,711                      |
| 27     | Jugend, Nationaldienste, Sport                                     | 459,260            | 509,065 ▲            | 528,699 ▲            | 681,642 ▲            | 709,245 ▲            | 507,570 ▼            | 491,000 ▼ (380,259)               | 384,963 ▲                         | 288,287 ▼            | 330,912                      |
| 28     | Wahlkommission                                                     | 181,997            | 112,911 ▼            | 199,413 ▲            | 221,245 ▲            | 374,680 ▲            | 278,960 ▼            | 193,300 ▼ (153,448)               | 66,914 ▼                          | 68,968 ▲             | 85,349                       |
| 29     | Information und Kommunikationstechnologie                          | 251,487            | 316,483 ▲            | 305,427 ▼            | 678,695 ▲            | 566,863 ▼            | 603,974 ▲            | 495,000 ▼ (453,876)               | 433,681 ▼                         | 345,897 ▼            | 521,872                      |
| 30     | Anti-Korruptionskommission                                         | 36,786             | 65,546 ▲             | 50,303 ▼             | 48,541 ▼             | 57,792 ▲             | 53,248 ▼             | 50,000 ▼ (48,080)                 | 59,375 ▲                          | 60,955 ▲             | 62,771                       |
| 31     | Veteranenangelegenheiten                                           | 274,538            | 1210,804 ▲           | 1061,099 ▼           | 861,190 ▼            | 1558,243 ▲           | 833,616 ▼            | 911,000 ▲ (803,546)               | 921,341 ▲                         | 608,626 ▼            | 874,444                      |
| 32     | Armutsbekämpfung                                                   | nicht vorhanden    | nicht vorhanden      | nicht vorhanden      | nicht vorhanden      | nicht vorhanden      | 2714,173             | 2926,500 ▲ (2870,167)             | 3276,826 ▲                        | 3439,013 ▲           | siehe Gleichberechtigung     |
| 33     | Staatsunternehmen                                                  | nicht vorhanden    | nicht vorhanden      | nicht vorhanden      | nicht vorhanden      | nicht vorhanden      | 26,343               | 77,400 ▲ (40,981)                 | 57,823 ▲                          | 42,280 ▼             | 790,669                      |
| 34     | Attorney-General                                                   | nicht vorhanden    | nicht vorhanden      | nicht vorhanden      | nicht vorhanden      | nicht vorhanden      | 135,152              | 128,000 ▲ (118,990)               | 240,733 ▲                         | 201,747 ▼            |                              |
|        | Gesamt                                                             | 28.891,508 (100 %) | 35.869,200 ▲ (100 %) | 37.760,703 ▲ (100 %) | 45.330,232 ▲ (100 %) | 57.686,666 ▲ (100 %) | 63.215,277 ▲ (100 %) | 61.120,600 ▼ (100 %) (57.620,637) | 57.540,138 ▼ (100 %) (65.500,000) | 58.489,011 ▲ (100 %) | 61.556,001 (100 %)           |

Legende:
- Höchster Wert / höchster Zuwachs: grün
- Niedrigster Wert / höchster Rückgang: rot